# 5542 Moffatt
5542 Moffatt (1978 PT4) là một tiểu hành tinh vành đai chính.